# フィナーリ・モンディアーリ
フィナーリ・モンディアーリ（伊: Finali Mondiali）とは、イタリアの自動車メーカーのフェラーリが1992年から毎年10月の末から12月の初めにイタリア・ムジェッロ・サーキットなどにて行うイベント。

## 内容

### レーシングイベントの集大成

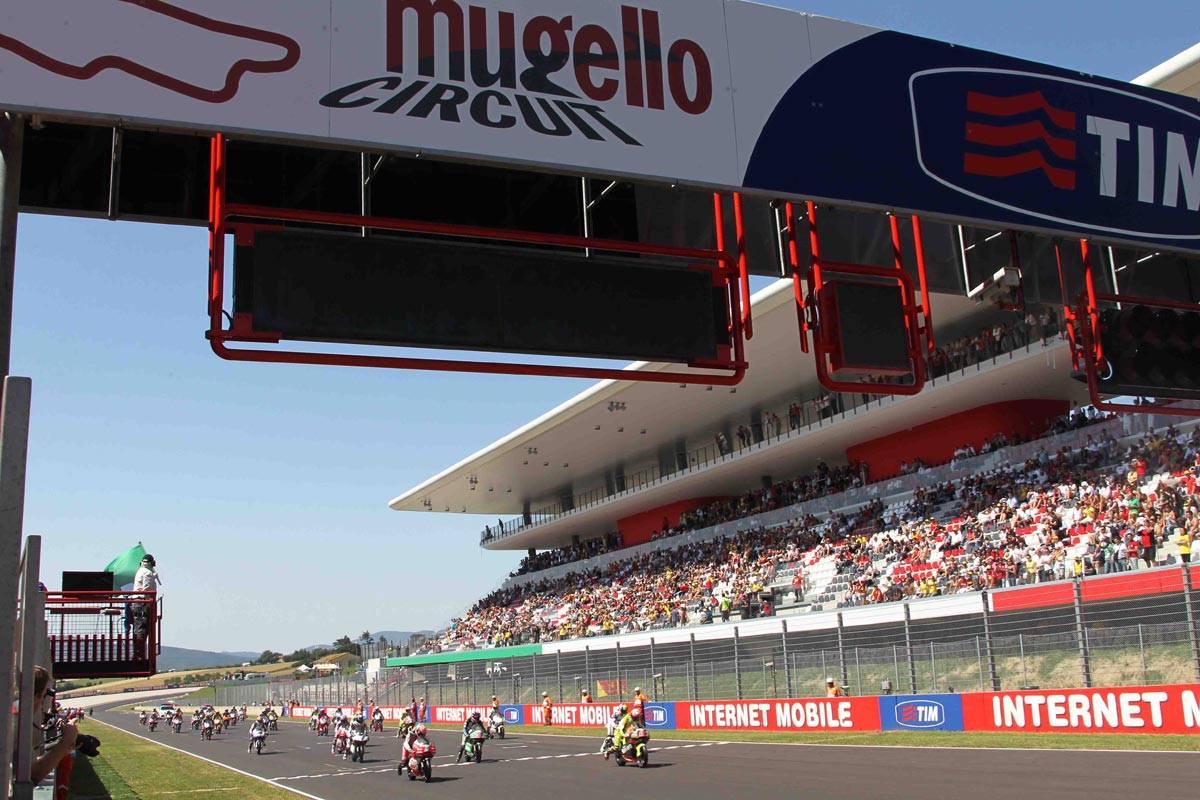
ムジェッロ・サーキット

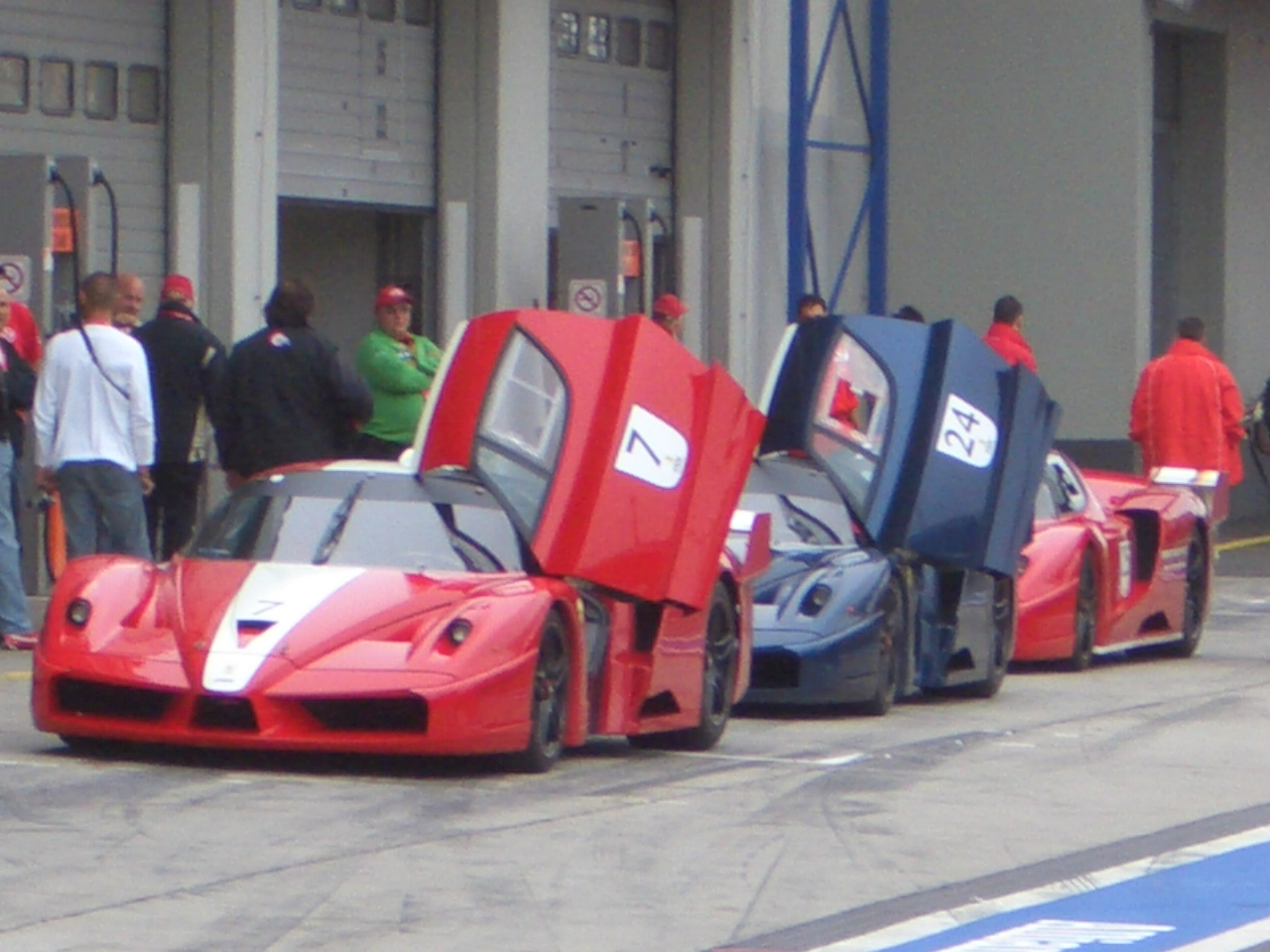
FXX

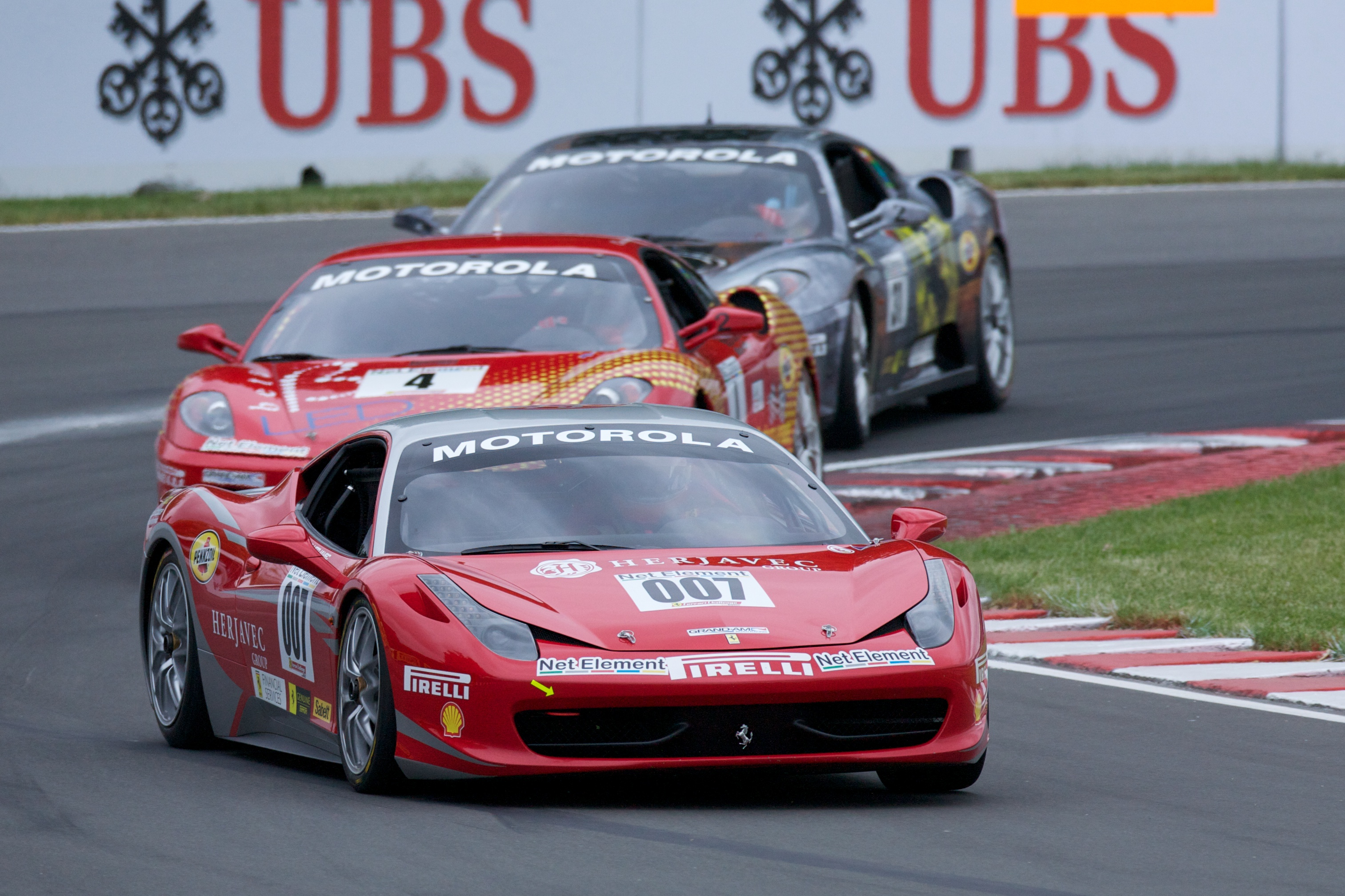
フェラーリ・チャレンジ

「フェラーリ・レーシング・デイズ」など世界各国で年数回行われるフェラーリのサーキットイベントの集大成、そしてスクーデリア・フェラーリのファン感謝祭として、1992年から毎年10月から12月に世界各国のサーキットで開催される。以前は、「フェラーリ・ワールド・ツアー・ファイナル」と呼ばれていた。
開催地はほとんどの年はフィアット・グループが所有するムジェロ・サーキットとなるが、2010年と2012年はスペインで、2014年は初めてのヨーロッパ域外開催としてアブダビのヤス・マリーナ・サーキットで、2016年はアメリカ合衆国のデイトナ・インターナショナル・スピードウェイで開催された。2018年は、2006年以来12年ぶりにモンツァ・サーキットで開催される。2020年はミサノ・サーキットで開催される予定だったが、新型コロナウイルスの関係で2021年3月に延期になった。

### プログラム
ヨーロッパとアジア・パシフィック、北アメリカで開催されているフェラーリ・チャレンジ各選手権の最終戦と世界一決定戦、XXプログラムとF1クリエンティの公開走行が行われるほか、新型車の発表や初走行などその他にも色々なイベントが組まれる。またサーキット外ではガラ・パーティーが行われる。
なお各レースやプログラムの参加者とその家族やフェラーリ・オーナーとその家族、同伴者にはパドックパスやパドックパーキングパス、（ムジェッロ・サーキット開催の年は）フィレンツェ市内などで開催されるガラ・パーティーへの参加が販売、もしくは配布される他、一般のファンに対しても観戦チケットが販売され、イタリア各地のスクーデリア・フェラーリのファンクラブ会員をはじめ数万人の観客が訪れる。

#### サーキット内
- フェラーリ・チャレンジ 最終戦 - 488チャレンジEvoのワンメイク・レースの各シリーズのシーズン最終レースが行われる。
- XXプログラム - FXX KやFXX、599XXの走行。
- F1クリエンティ - スクーデリア・フェラーリの型落ちのF1マシンや333SPを購入したオーナーが自分のマシンを走行させる。
- F1 デモラン - スクーデリア・フェラーリのレギュラー・ドライバーもしくはリザーブ・ドライバーなどがF1マシンに乗ってコースを走る。その前後にドライバーやチーム首脳陣による挨拶も行われる。
- ショールーム - パドックエリアで現行車やクラシケ車輌の展示が行われる。またフィナーリ・モンディアーリで発表された新型車の展示も行われる。
- キッズエリア - 参加者に同伴した子供向けのアクティビティがパドックエリアに用意される。

#### サーキット外
- ガラ・パーティー - ピエロ・フェラーリをはじめとする経営陣やスクーデリア・フェラーリのレギュラー・ドライバーもしくはリザーブ・ドライバー隣席の下、フェラーリ・チャレンジの各選手権の年間上位ランキングのドライバーの表彰式などが行われる。また「XXプログラム」や「F1クリエンティ」顧客向けのガラ・パーティーも開催される。
- 年次総会 - 世界各国のフェラーリ公認オーナーズクラブの年次総会と、正規販売代理店の年次総会が開催される。

## 出展
1. 1 2  Corse Clienti Season 2015